# Nafissa Souleymane
Nafissa Souleymane (sinh ngày 18 tháng 11 năm 1992 tại Tahoua) là một vận động viên chạy nước rút người Niger. Cô đã tham gia cuộc thi 100 mét tại Thế vận hội Mùa hè 2012; cô ấy chạy ở vòng loại với thành tích trong 12,81 giây, không đủ điều kiện cho cô ấy vào Vòng 1.